# NGC 6717
NGC 6717 (Palomar 9) est un amas globulaire situé dans la constellation du Sagittaire à environ 23 160 a.l. (7,1 kpc) du Soleil et à 7 830 a.l. (2,4 kpc) du centre de la Voie lactée. Il a été découvert par l'astronome germano-britannique William Herschel en 1784.
Le groupe d'étoiles IC 4802 est situé dans cet amas et l'étoile brillante de magnitude 5 au nord de l'amas est nu.02 Sgr.

## Découverte
La découverte de NGC 6717 est attribuée à William Herschel qui l'a catalogué sous la désignation H III.143. Il l'a décrit comme une nébuleuse très pâle et apparemment il pensait que c'était un amas dans une nébuleuse. C'est l'astronome suédois Per Collinder qui a le premier reconnu en 1931 la nature de NGC 6717.
John Herschel ainsi que Guillaume Bigourdan ont observé l'amas les 1er juillet 1826 et 30 juin 1884. L'observation d'une région plus densément peuplée d'étoiles par Bigourdan a été inscrite dans l'Index Catalogue sous la désignation IC 4802.
George Abell a inclus cet amas dans son catalogue en 1955 comme Palomar 9, ne connaissant probablement pas son identité.

## Observation

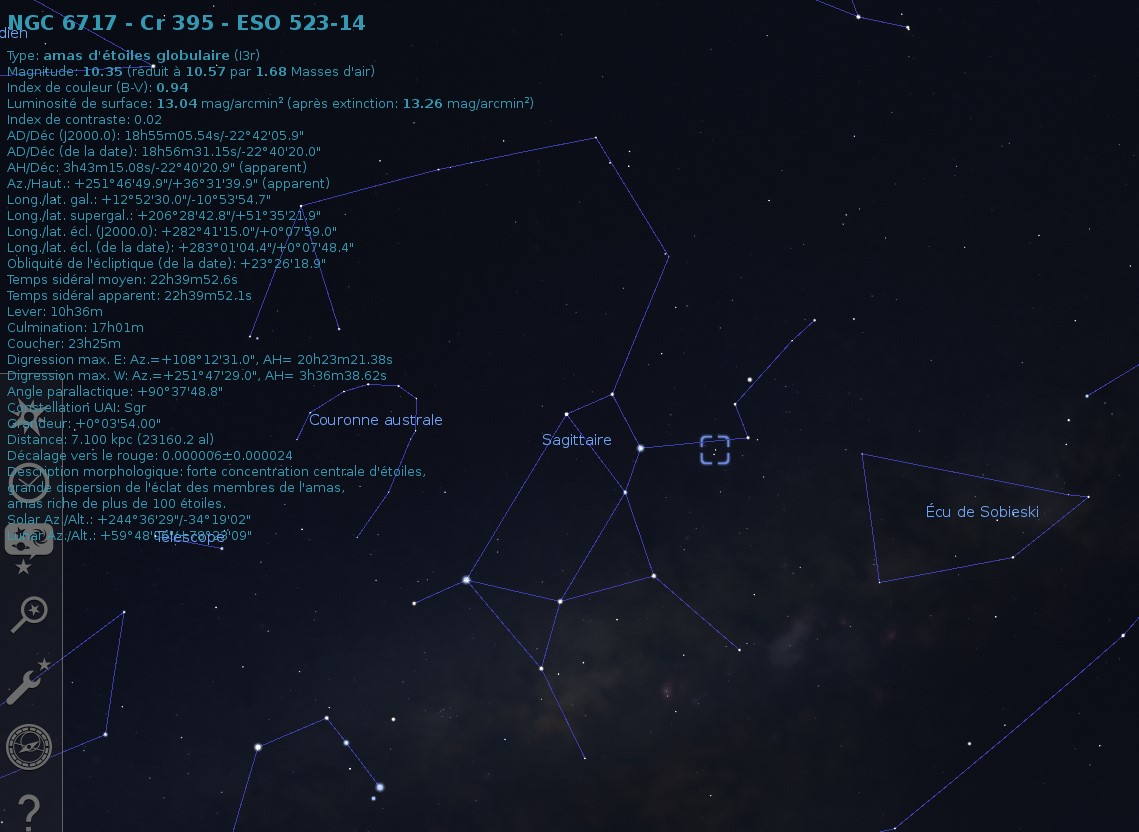
Localisation de NGC 6717 dans la constellation du Sagittaire.

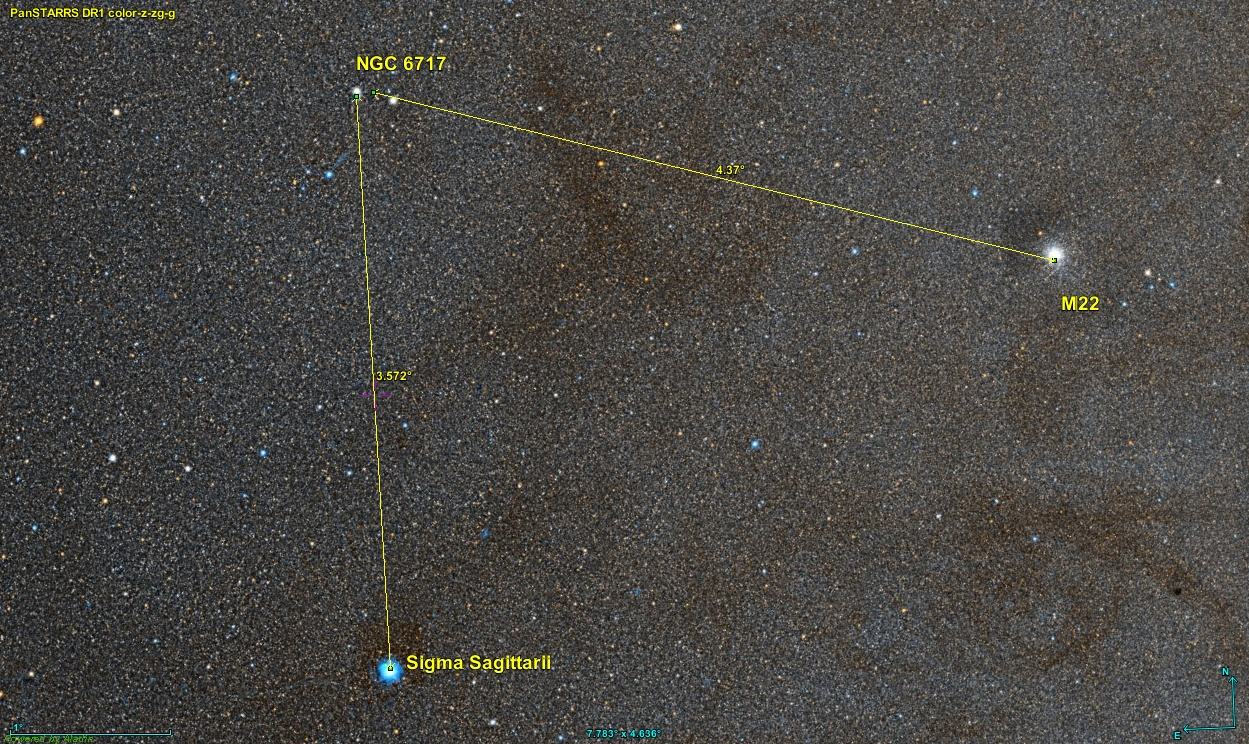
NGC 6717 est à environ 3,6' au nord-est de Nunki (Sigma Sagittarii) et à 4,4' au nord-est de l'amas globulaire M22.

NGC 6717 est dans la constellation du Sagittaire 3,6 minutes d'arc au nord-est de l'étoile Sigma Sagittarii.
Il est aussi au nord-est de M22 à environ 3,6' de celui-ci.

## Caractéristiques

### Classe
La classe de concentration Shapley-Sawyer de NGC 6717 est VIII,, ce qui signifie que l'amas est plutôt faiblement concentré vers le centre.

### Vitesse
La base de données Simbad indique une seule valeur de la vitesse basée sur les mesures du satellite Gaia, soit 32,45 ± 0,3 km/s,. La valeur indiquée par Harris et par le site SEDDS est nettement plus faible, soit 22,8 ± 3,4 km/s,. Notons que la publication citée par Simbad date de 2019 alors que la mise à jour des données utilisées par Harris a été faite en 2003.

### Métallicité, masse et âge
Selon une étude publiée en 2011 par J. Boyles et ses collègues, la métallicité [Fe/H] de l'amas globulaire NGC 6717 est égale à -1,26 et sa masse est égale à 47 500 {\displaystyle M_{\odot }}. Dans cette même étude, la distance de l'amas est aussi estimée à environ 7,1 kpc (∼23 200 al). L'étude publiée par Forbes et Bridges indique une métallicité de -1,09. Une métallicité comprise entre -1,26 et -1,09 signifie que le pourcentage en éléments lourds (plus lourds que l'hydrogène et l'hélium) varie de 5,5%  à 8,1% (10-1,26 à 10-1,09 comparé à celui du Soleil.
Après le Big Bang, l'Univers étant surtout composé d'hydrogène et d'hélium, la métallicité était pratiquement nulle. L'univers s'est progressivement enrichi en métaux (éléments plus lourds que l'hélium) grâce à la synthèse de ceux-ci dans le cœur des étoiles. La métallicité des amas du halo de la Voie lactée varie d'un centième à un dixième de la métallicité solaire, ce qui signifie que ces amas se décomposent en deux sous-groupes, les relativement jeunes et les vieux. Selon sa métallicité, NGC 6717 serait donc un amas assez âgé et relativement riche en métaux. Son âge est estimée à 13,18 milliards d'années par Forbes.

## Galerie

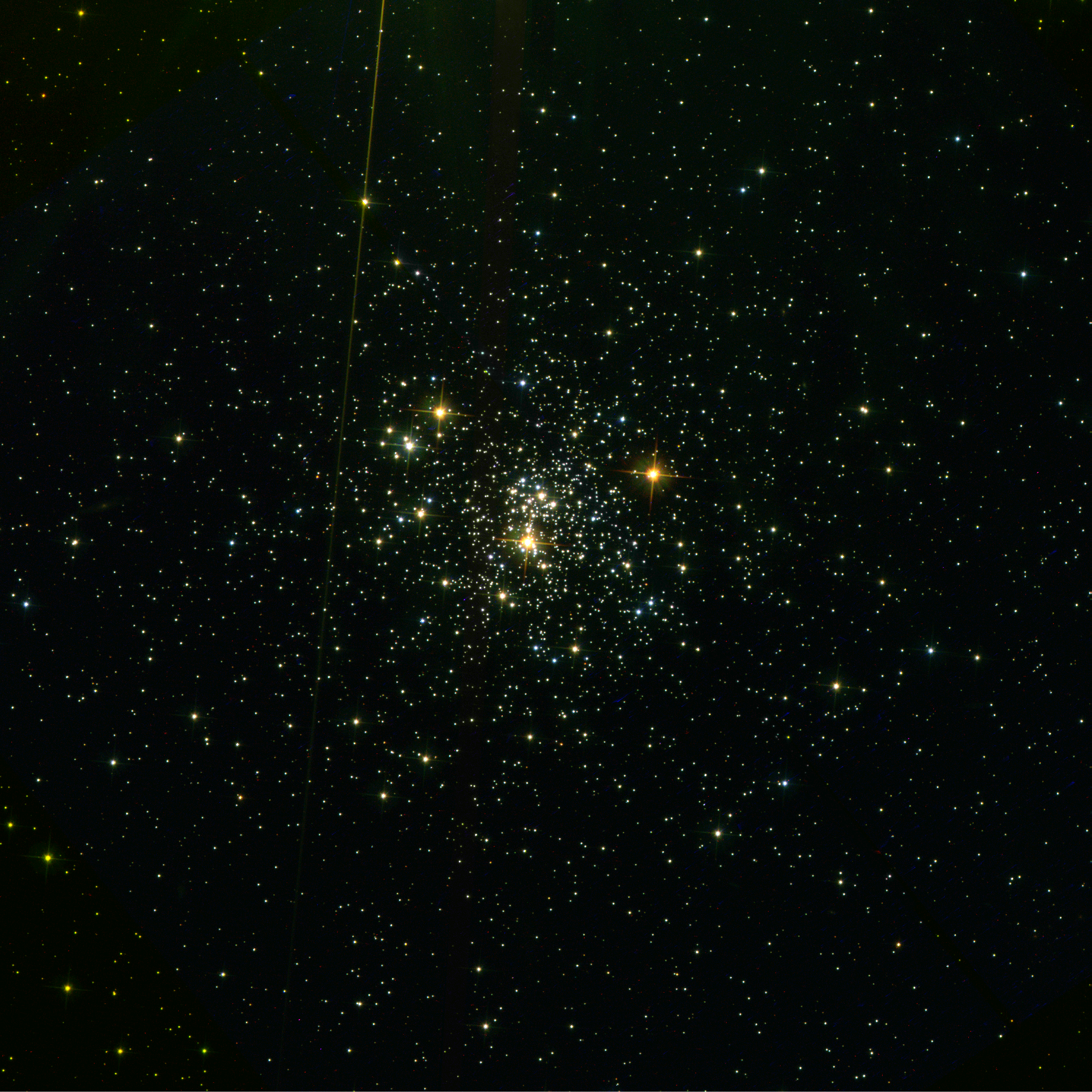
Autre image réalisée avec les données captées par le télescope spatial Hubble.
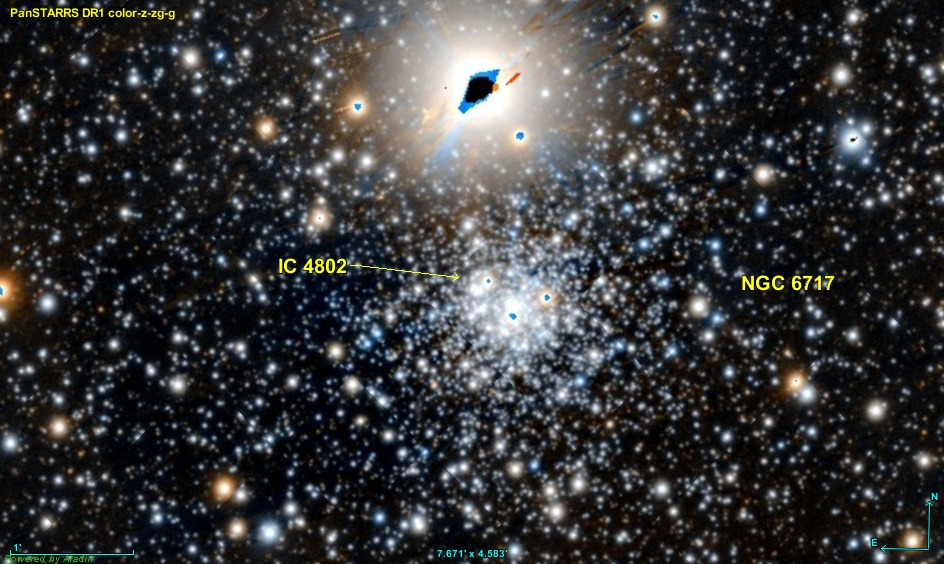
Image en lumière visible par le relevé DSS.